# Reinkaos
Reinkaos (escrito como REINKAΩS), es el tercer y último álbum de estudio de la banda sueca de black metal y death metal llamada Dissection que fue lanzado en 2006. Este álbum es un cambio drástico para el grupo dejando la influencias del black metal y poner más death metal melódico. También se lanzó una edición especial del CD limitada a 1001 copias con el CD firmado por el grupo a mano.

## Lista de canciones
| N.º | Título                      | Duración |  |
| 1.  | «Nexion 218» (Instrumental) | 1:32     |  |
| 2.  | «Beyond the Horizon»        | 5:20     |  |
| 3.  | «Starless Aeon»             | 3:59     |  |
| 4.  | «Black Dragon»              | 4:48     |  |
| 5.  | «Dark Mother Divine»        | 5:44     |  |
| 6.  | «Xeper-I-Set»               | 3:09     |  |
| 7.  | «Chaosophia» (Instrumental) | 0:41     |  |
| 8.  | «God of Forbidden Light»    | 3:42     |  |
| 9.  | «Reinkaos» (Instrumental)   | 4:43     |  |
| 10. | «Internal Fire»             | 3:20     |  |
| 11. | «Maha Kali»                 | 6:04     |  |

## Créditos y personal
Miembros
- Jon Nödtveidt  − voces, guitarra
- Set Teitan − guitarra
- Brice Leclercq − bajo
- Tomas Asklund − batería

Invitados
- Brice Leclercq − bajo
- Voz adicional en «Maha Kali» por Nyx 218
- Voces de fondo adicionales por Erik Danielsson y Whiplasher